# Anton von Ziegesar
Anton Freiherr von Ziegesar (* 26. Juni 1783 in Gotha; † 6. November 1843 in Drackendorf) war ein deutscher Richter und Abgeordneter aus dem Adelsgeschlecht Ziegesar.

## Herkunft
Von Ziegesar war der Sohn von August Friedrich Karl von Ziegesar (1746–1813), leitender Beamter in Gotha und Weimar, bis 1808 Wirklicher Geheimrat und Kanzler des Herzogs Sachsen-Gotha-Altenburg, danach bis 1813 Generallandschaftsdirektor in Weimar. Die Mutter war Magdalene Auguste geborene (von Wangenheim). Sylvie von Ziegesar ist eine Schwester.

## Leben
Ab 1800 studierte er Rechtswissenschaften an der Universität Jena und ab 1803 das gleiche in Göttingen. 1804 wurde er Assessor bei der Regierung in Weimar. Gleichzeitig war er als Gehilfe des Oberhofmeisters v. Einsiedel dem Hofstaat der Herzogin Anna Amalia zugeordnet. 1808 begleitete er den damaligen Erbprinzen nach Petersburg und zum Kongress zu Erfurt.
Nach dem Tod des Vaters 1813 erbte er dessen Gut Drackendorf. Die vereinigten Landständen wählten ihn an der Stelle seines Vaters zum Generallandschaftsdirektor. In dieser Eigenschaft führte er den Vorsitz bei der Beratungsversammlung über das Grundgesetz vom 5. Mai 1816. Am 1. Januar 1816 wurde er zum Präsidenten der Landesdirektion ernannt. Ende des Jahres 1816 wechselte er als zweiter Präsident an das neu errichtete Oberappellationsgericht Jena. Nach dem Ausscheiden des ersten Präsidenten von Einsiedel wurde er 1825 alleiniger Präsident des Gerichts. 1829 übernahm er zusätzlich die Kuratel der Universität und 1839 die Stelle eines Spruchmanns beim Bundesschiedsgericht.
Ab 1817 war er Mitglied im Landtag von Sachsen-Weimar-Eisenach für den Stand der Rittergutsbesitzer im Weimarischen Kreis. Er trug den Titel eines Großherzoglich sächsischen Wirklichen Geheimen Rat.

## Familie
1807 heiratete er die frühere Hofdame Anna Amalias, Luise Auguste Friedrike Amalie Freiin von Stein zu Nord- und Ostheim (1781–1855). Aus der Ehe gingen folgende Kinder hervor:
- Marie Luise Karoline (1808–1842), heiratete Carl Christian von Fritsch
- Ferdinand (1812–1854), wurde Kammerherr im Hofstaat des Erbprinzen Carl Alexander zu Sachsen-Weimar-Eisenach und 1847 auf Empfehlung von Franz Liszt Intendant des Weimarer Hoftheaters